# بیرگیتا بنگتسن
بیرگیتا بنگتسن (انگلیسی: Birgitta Bengtsson؛ زادهٔ ۱۶ مهٔ ۱۹۶۵) قایقران قایق بادبانی اهل سوئد است.